# Tourisme dans l'Yonne
Le tourisme dans l'Yonne permet de découvrir des vestiges anciens, des monuments historiques et des musées, des vignobles et des spécialités culinaires, ainsi que de vastes parcs naturels dont le parc de vision de Boutissaint, au cœur de la Puisaye, et une partie du parc naturel régional du Morvan, un parc qui s'étend également sur une partie de la Côte d'Or, de la Saône-et-Loire et de la Nièvre.

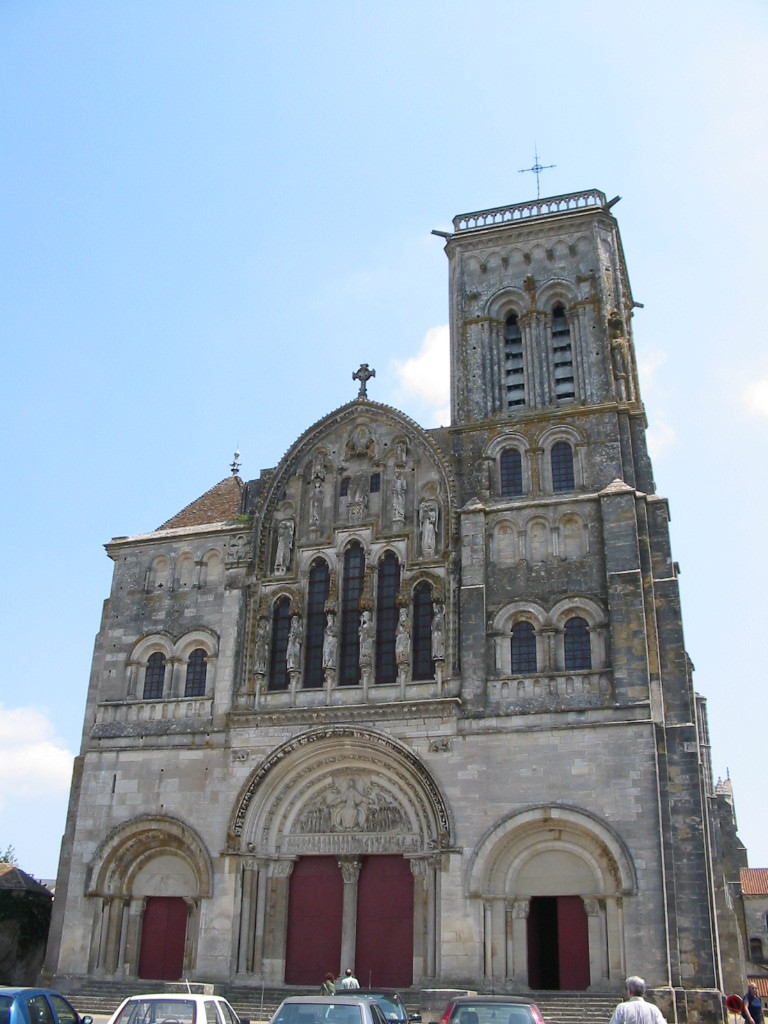
Façade de la basilique de Vézelay
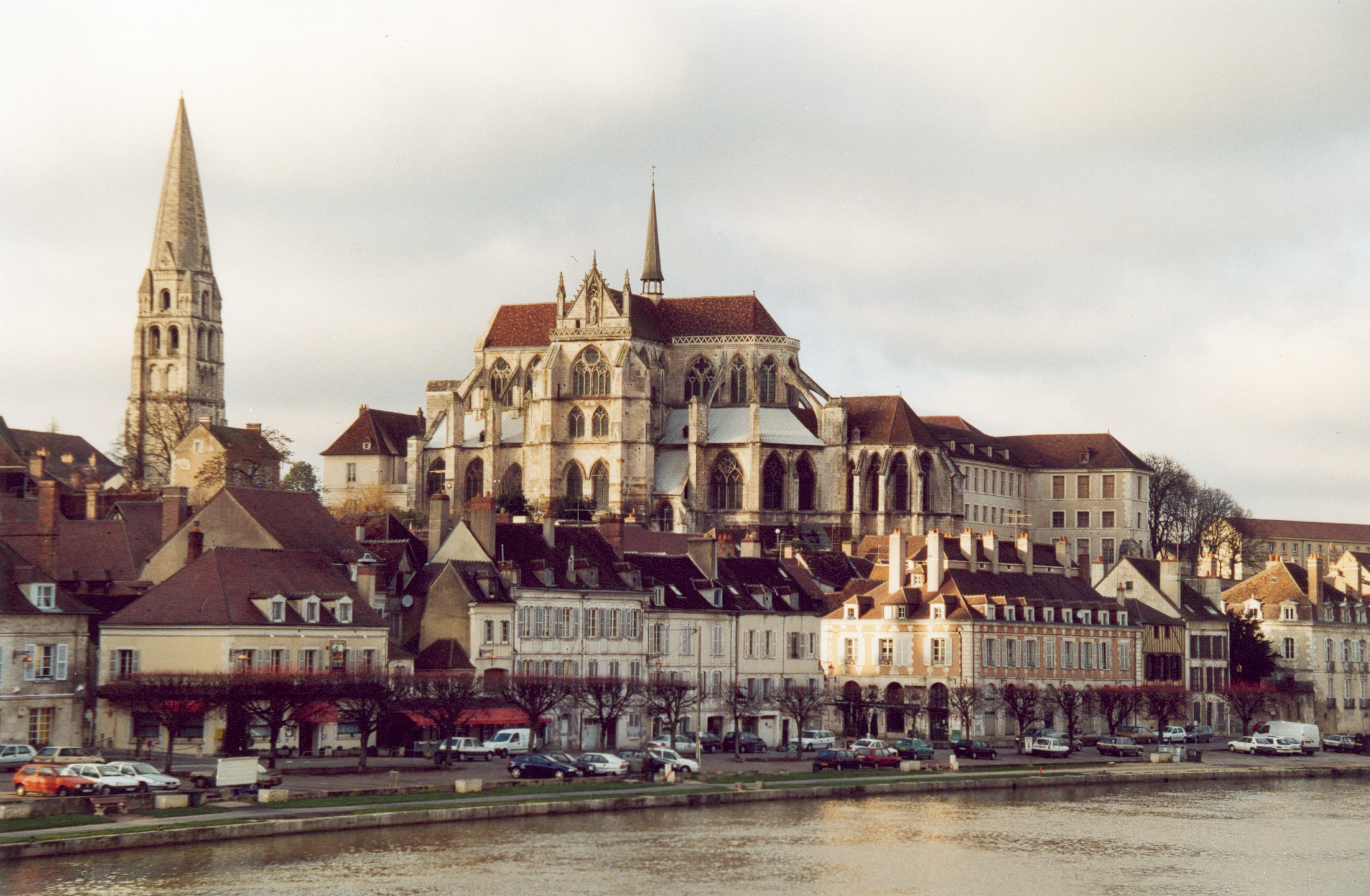
Auxerre et l'Abbaye St-Germain
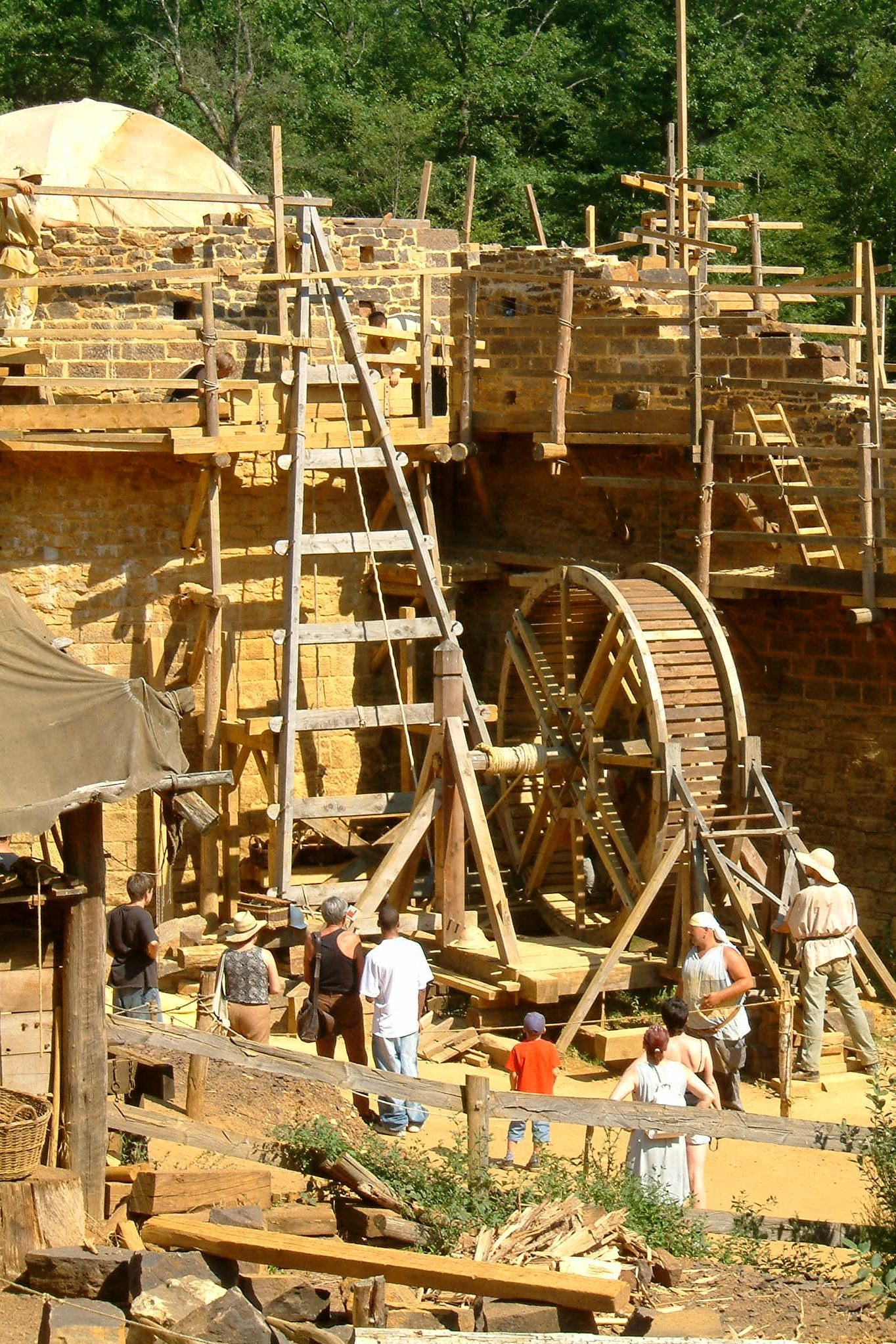
chantier médiéval de Guédelon

## Présentation du tourisme dans l'Yonne

### Offices de tourisme
L'Yonne compte une Agence de Développement Touristique - Yonne Tourisme, 8 offices de tourisme, 3 syndicats d'initiative et 11 points d'accueil d'information touristique.

### Fréquentation des lieux touristiques
En 2019, les touristes peuvent découvrir dans l'Yonne :
- 18 châteaux ouverts à la visite
- 47 musées et collections particulières
- 10 centres d’art, lieux d’exposition et galeries
- 88 édifices religieux et églises
- 35 parcs et jardins organisés à la visite
- 14 autres sites touristiques (grottes, caves, sites archéologiques).

Le site le plus visité du département est Vézelay et la basilique Sainte-Marie-Madeleine, avec 819 692 visiteurs en 2019.
Mais le premier site payant de l'Yonne est le chantier médiéval du château de Guédelon avec 305 652 visiteurs en 2019. C'est même le second site payant le plus visité de Bourgogne après les hospices de Beaune (Côte-d'Or).

## Lieux touristiques

### Patrimoine historique

#### Villes touristiques

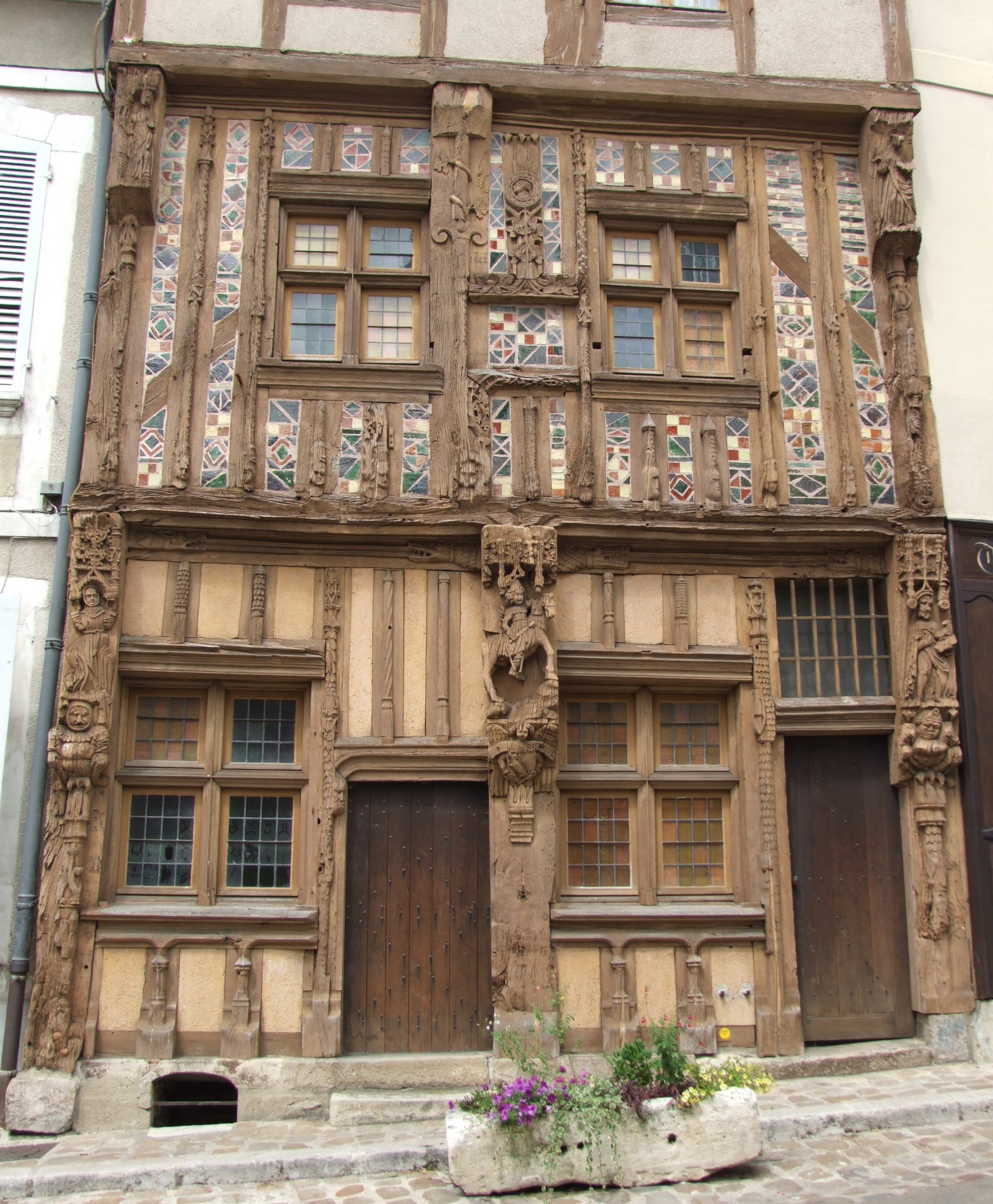
Joigny, la maison du pilori

- Auxerre : Abbaye Saint-Germain à la cathédrale Saint-Étienne, Tour de l’Horloge, maisons à pans de bois.
- Avallon : aux portes du Morvan, collégiale Saint-Lazare, musées et vieille ville fortifiée.
- Chablis : vignoble.
- Joigny : première ville de l’Yonne labellisée Sites et Cités remarquables de France.
- Noyers-sur-Serein : Ville médiévale
- Sens :  aux portes de l’Yonne et de la Bourgogne, cathédrale Saint-Étienne, musées et parcs.
- Tonnerre située aux confins de la Champagne et de la Bourgogne, avec l’Armançon et son bief, les eaux perpétuelles de la Fosse Dionne et le canal de Bourgogne.
- Vézelay classée au Patrimoine Mondial par l’UNESCO, basilique Sainte-Marie-Madeleine et ses musées.

#### Châteaux
- Château d'Ancy-le-Franc.
- Château de Maulnes.
- Le village de Druyes-les-Belles-Fontaines
- Château de Saint-Fargeau
- Château – musée Colette
- Château de Tanlay
- Château de Ratilly
- Château de Guédelon (chantier médiéval).

#### Édifices religieux
- L'abbaye Saint-Germain d'Auxerre

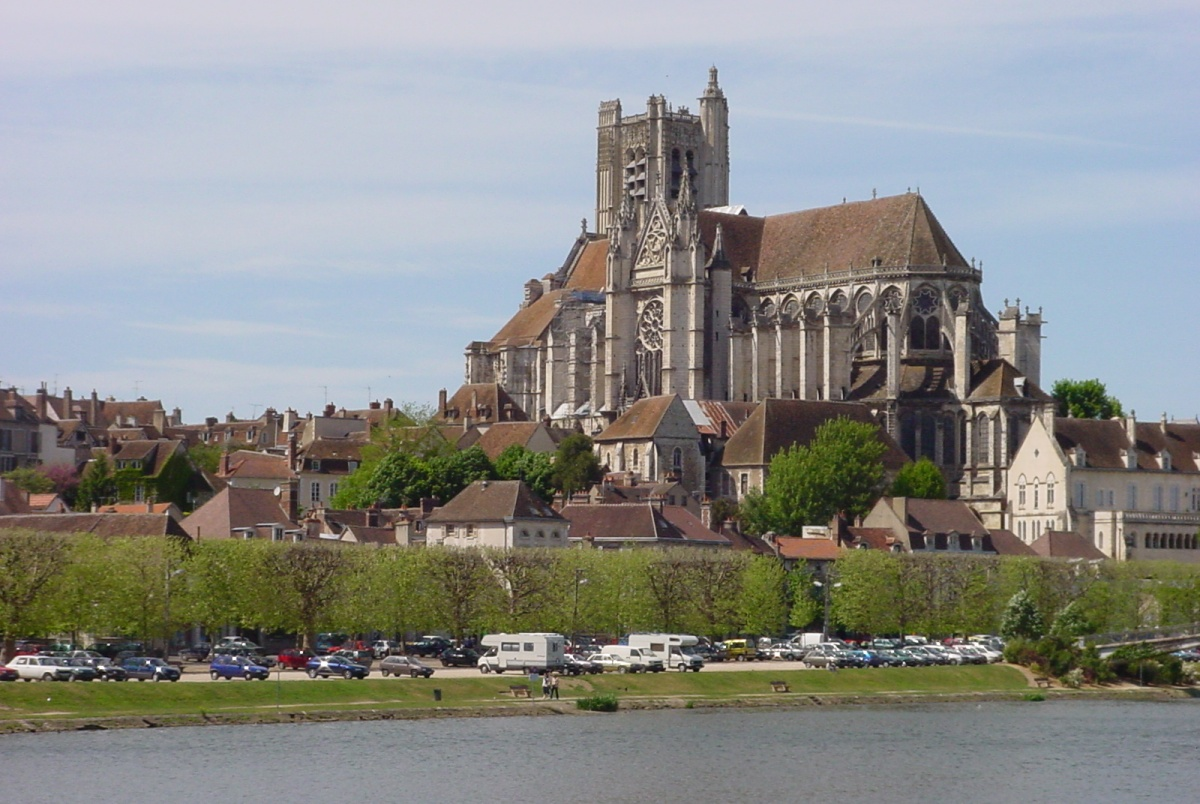
La cathédrale Saint-Étienne d'Auxerre

- La cathédrale Saint-Étienne d'Auxerre
- La collégiale Saint-Lazare d'Avallon, fondée au XIIe siècle
- L'église de La Ferté-Loupière, avec ses fresques murales (Danse macabre)
- La collégiale Notre-Dame de Montréal, édifiée au XIIe siècle
- L'abbaye de la Pierre-Qui-Vire, qui abrite une communauté de moines bénédictins
- L'abbaye de Pontigny, la plus grande abbaye cistercienne de France, près de Chablis
- L'abbaye Notre-Dame de Quincy, près de Tanlay
- L'abbaye de Reigny à Vermenton
- L'église gothique flamboyant Notre-Dame de Saint-Père
- La cathédrale Saint-Étienne de Sens
- L'église fortifiée (XIIe siècle - XVIe siècle) de Toucy
- L'abbaye de Vauluisant
- Le prieuré de Vausse à Châtel-Gérard
- La basilique Sainte-Marie-Madeleine de Vézelay

#### Autres sites
- Camp de Cora à Saint-Moré
- Voie Agrippa : voie romaine

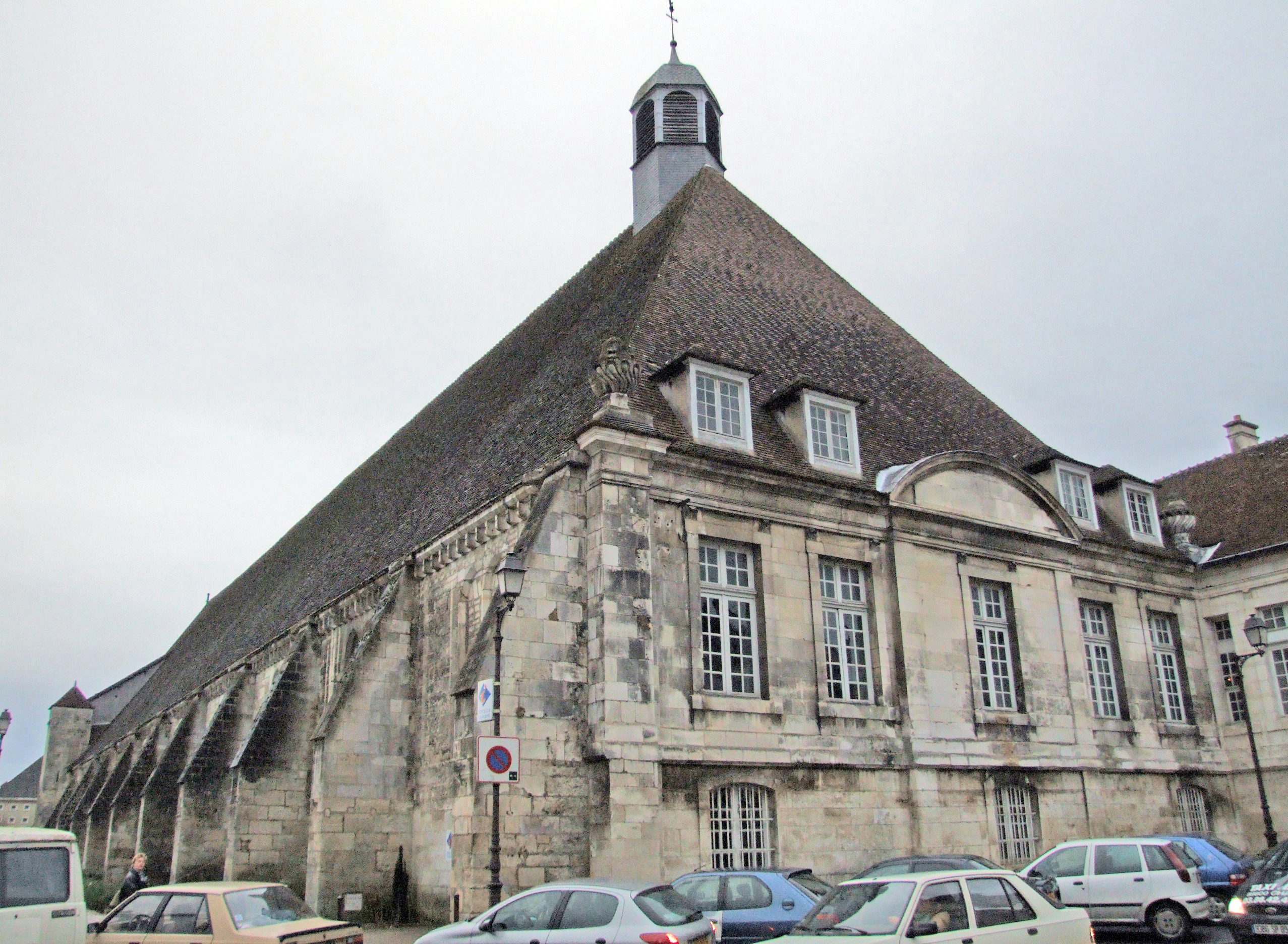
L'Hôtel-Dieu de Tonnerre

- Les fontaines salées : ruines gallo-romaines à Saint-Père près de Vézelay
- L'Hôtel-Dieu Notre-Dame-des-Fontenilles de Tonnerre
- La fosse Dionne à Tonnerre : un des plus beaux lavoirs de France.
- Les écluses de Rogny-les-Sept-Écluses
- La carrière souterraine d'Aubigny à Taingy
- La tour de Chappe à Annoux, seule tour subsistant dans l'Yonne sur les 14 que comptait le département

### Patrimoine culturel
- Le musée de la faïencerie à Ancy-le-Franc
- Le musée Saint-Germain à Auxerre
- Le musée Leblanc-Duvernoy à Auxerre
- Cardo land à Chamoux, parc préhistorique imaginaire
- La Fabuloserie - art brut, à Dicy
- Le centre régional d'Art contemporain- château du Tremblay à Fontenoy
- Le musée de la Bataille de Fontenoy à Fontenoy
- Le musée de la Résistance à Joigny
- Le musée de l'Innovation technique médiévale- Château Faulin à Lichères-sur-Yonne
- Le musée des Arts populaires à Laduz
- A Noyers : le musée des arts naïfs et populaires, les galeries d'art
- Le musée de l'Aventure du son à Saint-Fargeau
- Le musée en florentinois à Saint-Florentin
- La Maison Vauban (Écomusée du Morvan) à Saint-Léger-Vauban
- Le musée Colette à Saint-Sauveur-en-Puisaye
- Musées et trésor de la cathédrale, à Sens
- Le Centre d'art de l'Yonne, à Tanlay
- Le musée du Chevalier d'Eon à Tonnerre
- Atelier artisanal de grès au château de Ratilly, à Treigny
- A Vézelay : la maison Jules Roy, le musée Zervos, la maison de l'Œuvre Viollet-le-Duc, les galeries d'art
- Le musée d'Art et d'Histoire de Puisaye à Villiers-Saint-Benoît

### Milieux naturels et loisirs associés

#### Sites naturels
- Les grottes d'Arcy-sur-Cure, avec leurs peintures préhistoriques.
- Les rochers du Saussois à Merry-sur-Yonne : site d'escalade réputé
- La Roche Percée de Pierre-Perthuis
- Les grottes de Saint-Moré

#### Lacs et cours d'eau
- Descentes de rivière : kayak, rafting, eaux vives (Chalaux, Cure)
- Le canal du Nivernais et le canal de Bourgogne
- La vallée du Cousin de Cussy à Pontaubert, dans l'Avallonnais aux portes du Morvan
- Le lac du Bourdon

#### Réserve naturelle
- Le Parc naturel régional du Morvan
- Le Parc de vision ou parc naturel de Boutissaint à Treigny, au cœur de la Puisaye

### Parcs et jardins
- Le parc du château d'Ancy-le-Franc, tracé à l'origine par André Le Nôtre
- le parc de l’Arbre-Sec à Auxerre
- le jardin de La Borde à Leugny
- Le parc du Moulin à Tan, à Sens, avec des serres de collections tropicales
- Le parc du château de Tanlay, dessiné par l'architecte Pierre Le Muet
- Le parc de l'abbaye de Vauluisant, à Courgenay

## Animations et manifestations
- Le spectacle son et lumière de Saint-Fargeau

## Gastronomie et vins

### Gastronomie

#### Tables réputées
- La Côte Saint Jacques à Joigny, Michel et Jean Michel Lorain, 2 étoiles au Guide Michelin
- Le Château de Vault de Lugny à Vault de Lugny, Franco Bowanee, 1 étoile au Guide Michelin
- Le Jardin Gourmand - à Auxerre, Pierre Boussereau,
- La Madeleine à Sens, Patrick Gauthier

#### Quelques spécialités culinaires et produits du terroir
- La gougère
- Les escargots de bourgogne
- Les fromages (boulette de la Pierre-qui-Vire, soumaintrain, Chaource, Saint-Florentin)

### Vignobles
L'Yonne compte 5 vignobles : vins blancs, rouges rosés et Crémant de Bourgogne
- Chablis (blancs) : Cultivés sur une vingtaine de communes autour de Chablis, les vins de l’appellation sont des vins blancs secs issus du cépage Chardonnay. Une robe vert doré, une palette d’arômes du plus minéral au plus floral.
- Auxerrois (blancs, rouges) : Sur une dizaine de communes au sud / sud-est d’Auxerre, sont cultivés les cépages blancs traditionnels Chardonnay et Aligoté, et Pinot noir en rouge. Quelques vins blancs issus des cépages Melon ou Sacy, et, en rouge, le César (déjà cultivé à l’époque gallo-romaine) encore produits à Irancy.
- Vézelay (blancs) : Presque totalement détruit par la crise du phylloxéra en 1884, il ne reste que 2 ha cultivés à la fin des années 1960. Relancé en 1973 par une dizaine de vignerons, Vézelay connait un nouveau rayonnement[non neutre], avec ses 70 ha, plantés sur les coteaux de la colline éternelle, où sont produits des vins blancs, mélange de souplesse et de fraîcheur citronnée.
- Joigny : Le plus au nord des vignobles de l’Yonne, voire de Bourgogne. La Côte Saint-Jacques en a fait la renommée, avec son Pinot noir, cépage rouge traditionnel des grands vins de Bourgogne. On y cultive aussi le cépage Chardonnay, et le Pinot gris, plus rare, mais qui a toujours été lié à l’histoire de Joigny.
- Tonnerrois (blancs, rouges, rosés) : 2 appellations pour ce terroir à l’est du département de l’Yonne. Le Bourgogne Tonnerre, cépage Chardonnay, vin sec et fruité aux arômes de fleurs ou fruits blancs, ainsi que quelques notes d’agrumes. Le Bourgogne Epineuil (village natal d’Alfred Grévin), est connu depuis le Moyen Âge pour ses rouges couleurs cerise ou rubis, ses rosés, ses senteurs de fruits rouges poivrés, de réglisse, de myrtille ou de rose. On dit que le Chevallier d’Eon en avait fait son allié lors de ses “missions” pour obtenir quelques informations secrètes[réf. nécessaire]

### Le tourisme dans les départements limitrophes
- Tourisme en Seine-et-Marne
- Tourisme en Côte-d'Or
- Tourisme dans le Loiret
- Tourisme dans la Nièvre